# Miguel Herrera y Obes

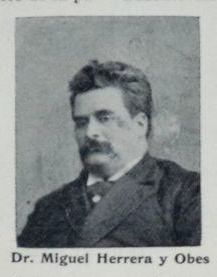
Miguel Herrera y Obes (1901)

Miguel Herrera y Obes Martínez war ein uruguayischer Politiker.
Herrera y Obes, Sohn von Miguel Herrera y Obes und Consolación Martínez ist der Bruder des späteren Präsidenten von Uruguay, Julio Herrera y Obes. Er heiratete am 19. Juli 1873 Cecilia Thode.
Er saß in der 16. und der 17. Legislaturperiode vom 15. Februar 1891 bis 30. März 1894 als Abgeordneter für das Departamento Montevideo in der Cámara de Representantes. Dabei hatte er von 1891 bis 1894 die Funktion des Kammerpräsidenten inne. Anschließend war er Innenminister von Uruguay unter Juan Idiarte Borda.